# Let Me (singel)
Let Me (pl. Pozwól mi) – to trzeci, lecz nieoficjalny singel barbadoskiej piosenkarki Rihanny. Wydany został jedynie w Japonii, gdzie znalazł się na liście w pierwszej dziesiątce (#8). Utwór pochodzi z pierwszego studyjnego albumu zatytułowanego Music of the Sun (2005). Utwór napisali: Evan Rogers, Carl Sturken, Mikkel SE, Tor Erik Hermansen, Makeba Riddick, a wyprodukowali: Evan Rogers, Carl Sturken, Tor Erik Hermansen and Mikkel Storleer Eriksen.

## Wydanie
Utwór miał być trzecim międzynarodowym singlem z płyty, ale został jedynie wydany w Japonii 27 grudnia 2006 w formacie CD.

## Kompozycja
Tekst mówi o uwodzeniu chłopaka, każąc mu flirtować przez mówienie „Jesteś piękna”.

## Spektakle
Piosenka była wykonywana na wszystkich trasach koncertowych Rihanny.

## Notowania
| Notowania (2006) | Najwyższa pozycja |
| ---------------- | ----------------- |
| Japonia (Oricon) | 8                 |

## Historia wydania
| Państwo | Data            | Format    |
| ------- | --------------- | --------- |
| Japonia | 27 grudnia 2005 | CD single |